# انتخابات الرئاسة الهندية 1987
انتخابات الرئاسة الهندية 1987 هي الانتخابات الرئاسية التي جرت في 16 يوليو 1987، في الهند، لانتخاب رئيس الهند، فاز بالانتخابات آر فينكاتارامان.